# 埃利亚·维维安尼
埃利亚·维维安尼（義大利語：Elia Viviani，1989年2月7日—）是一名意大利男子职业自行车手，2020年开始效力于UCI世界队科菲迪斯。维维安尼曾在2015年环意自行车赛赢得第二个赛段的冠军，这是他在环意自行车赛的首个赛段冠军。